# Thénioux
Thénioux is een gemeente in het Franse departement Cher (regio Centre-Val de Loire) en telt 580 inwoners (2005). De plaats maakt deel uit van het arrondissement Vierzon. De belangrijkste bezienswaardigheid van Thénioux is het Château de la Brosse.

## Geografie
De oppervlakte van Thénioux bedraagt 18,2 km², de bevolkingsdichtheid is 31,9 inwoners per km².
De onderstaande kaart toont de ligging van Thénioux met de belangrijkste infrastructuur en aangrenzende gemeenten.

## Demografie
Onderstaande figuur toont het verloop van het inwonertal (bron: INSEE-tellingen).